# Shigella dysenteriae
Shigella dysenteriae — невелика за розміром грам-негативна паличкоподібні бактерія. Є збудником шигельозу.
Раніше в СРСР її називали на честь російського прозектора А. У. Григорьєва (1860—1916), що висловив у 1891 році припущення про роль нерухомих паличкоподібних бактерій, які він виділив з вмісту кишечника і мезентеріальних лімфатичних вузлів, у розвитку шигельозу (тоді називали дизентерією), і японського лікаря і мікробіолога Кіоші Шига (1871—1951), який у 1897 році вперше виділив збудника, через що цю бактерію також називали бактерією Григорьєва-Шига або паличкою Григорьєва-Шига. На сьогодні в світі збудника називають Shigella dysenteriae var. 01.

## Біологічні властивості

### Морфологія
Маленька (2-3 × 0,5-0,7 мікронів) нерухома паличка, утворює капсули. За методом Грама забарвлюється негативно.

### Культуральні властивості
S. dysenteriae — хемоорганогетеротроф, факультативний анаероб. Росте на простих поживних середовищах (наприклад МПА, МПБ), володіє слабкішою здібністю до зброджування вуглеводів, ніж інші представники родини Enterobacteriaceae. Зброджує глюкозу з утворенням кислоти, лактозу і галактозу, не зброджує (у S. dysenteriae немає пермеаз для транспорту галактози і лактози, але тест з ОНПГ позитивний — скритний сброджувач галактози), уреазний тест негативний, не декарбоксилює лізин.

## Патологія
S. dysenteriae патогенна виключно для людей (спричинює антропоноз), є одним із збудників шигельозу. Механізм передачі — фекально-оральний. Після попадання до товстої кишки проникає всередину епітеліоцитів, проникає в макрофаги і спричинює їхній апоптоз. Продукує ендо- і екзотоксини. Здатна розмножуватися внутрішньоклітинно в макрофагах. Капсула є важливим фактором адгезії і захисту від імунної системи організму.
Детальніші відомості з цієї теми ви можете знайти в статті Шигельоз.